# Socket AM3
Socket AM3 – gniazdo procesorów typu PGA firmy АМD, następca Socketu AM2+.
Jego masowa produkcja rozpoczęła się w I połowie 2009 r. Obsługuje standard pamięci RAM DDR3. AMD podaje, iż nowe procesory, przeznaczone dla płyt głównych z gniazdem AM3, współpracują z płytami głównymi z gniazdem AM2/AM2+. Nie będzie natomiast możliwe uruchomienie procesora AM2/AM2+ na gnieździe AM3 (z wyjątkiem niektórych płyt głównych) z powodu braku możliwości współpracy z pamięciami DDR3 i różnicy położenia dwóch pinów.